# Filisoma inglisi
Filisoma inglisi is een soort haakworm uit het geslacht Filisoma. De worm behoort tot de familie Cavisomidae. Filisoma inglisi werd in 1986 beschreven door S. P. Gupta & M. Naqvi.